# Naldera (Schiff)
Die Naldera war ein 1920 in Dienst gestelltes Passagierschiff der britischen Reederei Peninsular and Oriental Steam Navigation Company (P&O), das im Passagier- und Postverkehr von Großbritannien nach Australien und später nach Fernost eingesetzt wurde. Sie wurde 1938 außer Dienst gestellt und noch im selben Jahr in Schottland abgewrackt.

## Einsatzgeschichte
Das Dampfschiff Naldera wurde von P&O am 3. November 1913 in Auftrag gegeben und auf der Werft Caird & Company im schottischen Greenock auf Kiel gelegt, doch die Arbeiten an dem Schiff verzögerten sich nach dem Ausbruch des Ersten Weltkriegs erheblich. Erst am 29. Dezember 1917 konnte das 176,81 Meter lange und 20,51 Meter breite Schiff vom Stapel laufen. Die Naldera war das 83. Schiff, das für die P&O-Reederei bei Caird & Company gebaut wurde. Gleichzeitig war sie das größte und auch das letzte P&O-Schiff, das dort entstand, bevor die Werft von Harland & Wolff übernommen wurde. Die Naldera (15.825 BRT) hatte ein Schwesterschiff, die Narkunda (16.227 BRT), die bei Harland & Wolff im nordirischen Belfast gebaut wurde. Die Narkunda lief wenige Monate später vom Stapel.
Die als Passagier- und Postschiff gebaute Naldera hatte drei Schornsteine, zwei Masten und zwei Propeller und wurde von vierzylindrigen Vierfachexpansions-Dampfmaschinen angetrieben, die 18.000 PSi leisteten und das Schiff auf bis zu 17,5 Knoten beschleunigen konnten. Die Passagierunterkünfte waren für 426 Passagiere in der Ersten Klasse und 247 Passagiere in der Zweiten Klasse bemessen. Die Naldera und die Narkunda waren P&Os erste Dreischornsteiner, die ersten mit einem abgerundeten Kreuzerheck und zudem die bis dahin größten Schiffe der Reederei. Die Naldera wurde im Mai 1918 als Truppentransporter fertiggestellt, kam aber als solcher nicht mehr zum Einsatz. Die britische Regierung konnte sich auf keinen Einsatzzweck festlegen. Es wurde nacheinander geplant, das Schiff als bewaffneten Hilfskreuzer (Armed Merchant Cruiser), Frachtschiff, Hospitalschiff und sogar als Flugzeugträger einzusetzen. Doch keiner dieser Pläne wurde ausgeführt.

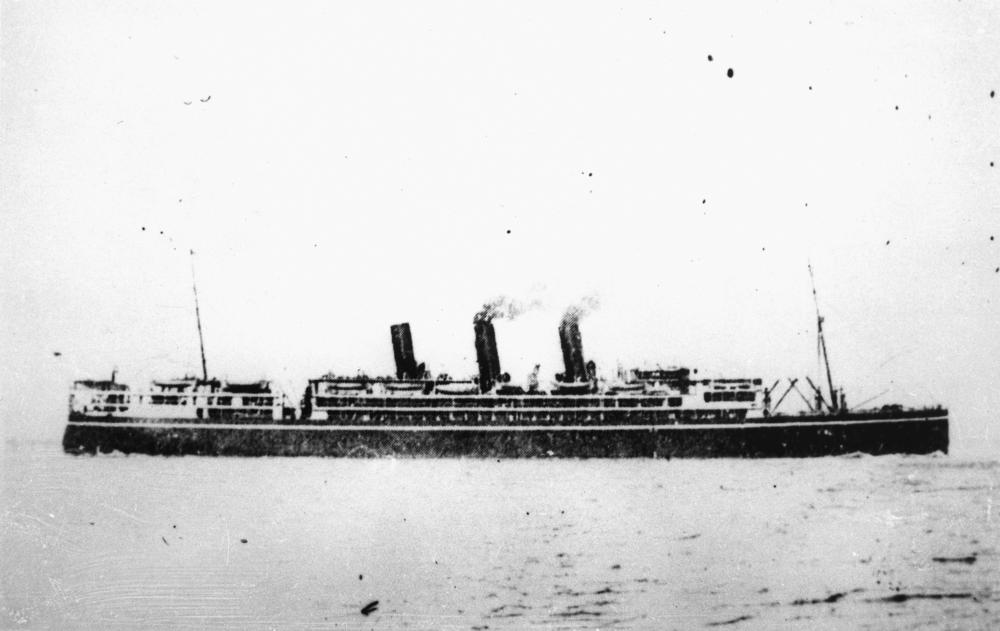
Steuerbordansicht

Am 24. März 1920 durchlief die Naldera ihre Probefahrten und wurde noch am selben Tag P&O übergeben. Am 10. April 1920 lief sie zu ihrer Jungfernfahrt nach Sydney aus. Sie wurde im Passagier- und Postverkehr von England über das Mittelmeer nach Australien eingesetzt, bis sie 1931 zusammen mit der Narkunda auf die Route London–Bombay–Fernost gesetzt wurde. Als 1927 bei der Narkunda von konventioneller Kohle- auf modernere Ölverbrennung umgestellt wurde, wurde dies zunächst auch bei der Naldera vorgesehen. Es wurde jedoch nicht umgesetzt, wodurch die Naldera das letzte Kohle verbrennende Schiff in der P&O-Flotte war.
Im Verlauf der Dienstzeit kam es zu mehreren Unfällen. Am 29. Juli 1921 kollidierte die Naldera im Hafen von Bombay mit der vor Anker liegenden Clan Lamont (3.594 BRT) der Clan Line. Sie musste daraufhin am Bug repariert werden. Am 2. Oktober 1924 stieß sie während des Anlegens in Tilbury mit dem Dampfer Scotstoun zusammen. Als auf einer Überfahrt von Fremantle nach Colombo im Juli 1930 bei stürmischem Wetter Wasser in den Laderaum Nr. 2 eindrang, mussten hunderte Tonnen gefrorenen Fleisches über Bord geworfen werden. Im Oktober 1934 lag das Schiff 24 Stunden lang gestrandet im Sueskanal. Am 16. Januar 1937 wurde der Steuerbord-Propeller während des Andockmanövers in Southampton beschädigt. Die Ersetzung des defekten Propellers dauerte 36 Stunden.
Nach zwei Fahrten nach Japan Ende 1938 wurde das Schiff aus dem P&O-Register gestrichen. Am 23. September 1938 lief die Naldera am Ende ihrer letzten regulären Fahrt aus Kōbe kommend in Tilbury ein. Kurz danach wurde das Schiff von der britischen Regierung gechartert, um 2000 freiwillige Mitglieder der British Legion Volunteer Police Force über die Nordsee zu transportieren. Diese Organisation wurde gegründet, um die Gesetzmäßigkeit der Volksabstimmung zur Eingliederung des Sudetenlands in das Deutsche Reich zu überwachen. Diese zunächst von Hitler gebilligte Aktion wurde jedoch kurz darauf von ihm verworfen. Die Reise kam nicht zustande.
Am 9. November 1938 wurde die Naldera für 35.500 Pfund Sterling an die Abbruchwerft P. & W. McLellan Ltd. in Bo’ness (Schottland) verkauft, wo sie noch im selben Monat eintraf und kurz darauf verschrottet wurde.